# Artemisia mauiensis
Artemisia mauiensis, tên gọi thông thường ngải Maui, là một loài thực vật có hoa trong họ Cúc. Loài này được (A.Gray) Skottsb. mô tả khoa học đầu tiên năm 1926.